# Valdebert
Valdebert was bisschop van Valence, in de loop van de 5e eeuw. Valence behoorde tot de provincie Gallia Lugdunensis in het West-Romeinse Rijk. 
Valdebert volgde bisschop Maximus I op die was afgezet door Gallo-Romeinse bisschoppen wegens wanpraktijken. Over Valdebert werd geschreven dat hij in het jaar 468 domeinen verkocht aan een zekere Abbo, een welgestelde Gallo-Romein. De opvolger van Valdebert was Apollinaris; het was de periode van de Val van het West-Romeinse Rijk.